# Соня Шпіранець

Соня Шпіранець. Відкриття ІV конфренції ECIL у Празі.

Соня Шпіранець (Sonja Špiranec) — професор, очільник Департаменту інформаційних і комунікаційних наук Університету Загреба (Хорватія).
Сфери інтересів: інформаційна грамотність, інформаційні технології.

## З біографії
Соня Шпіранець народилася 1974 року в Дюссельдорфі, Німеччина. Закінчила початкову і середню школу в Загребі. Вивчала інформатику, німецьку мову та літературу на факультеті гуманітарних та соціальних наук у Загребі (рік закінчення — 1998). Після закінчення університету почала працювати в Національній та університетській бібліотеці в Загребі.
У 2001 році — аспірантка з інформатики, науковий співробітник факультету гуманітарних та соціальних наук. В 2007 році захистила кандидатську дисертацію «Модель організації інформації в електронних навчальних середовищах». З 2013 р. займає посаду доцента та дослідника, є головою Інституту інформаційних досліджень. Займається підготовкою бакалаврів та аспірантів, займається наставництвом та дослідженнями. Автор багатьох статей в галузі дослідження та практики з інформаційної грамотності. Працює у постійних та програмних комітетах на ряді міжнародних заходів (INFuture, ECIL: Європейська конференція з інформаційної грамотності, INTED: Конференція з міжнародних технологій, освіти та розвитку, EDULearn, Bobcatsss, IMCW: Міжнародний симпозіум з управління інформацією в мінливому світі), брала участь у міжнародних проектах (інтенсивна програма «Еразмус» «Бібліотека, інформація та культура», 2011, 2012, 2013 рр.) та інформаційно-комунікаційних технологій у підтримці навчального процесу (2012 р.), COST Action TD1210 KnowEscape: аналіз динаміки ландшафтів інформації та знань) З 2006 року активний учасник у різноманітних інформаційно-медіаграмотних проектах, ініціативах та зустрічах на вищому рівні, організованих ЮНЕСКО. У співпраці з колегами з Управління інформаційним управлінням (Університет Хачтетепе) вона заснувала Європейську конференцію з інформаційної грамотності та виконує функції співголови програмного комітету та співочільника Постійного комітету.

## Творчий доробок
Шпиранец С. Грамотность и социальные медиа. Отказаться от концепции информационной грамотности или пересмотреть ее? // Медиа- и информационная грамотность в обществах знания / Сост. Кузьмин Е.И., Паршакова А.В. – М.: МЦБС, 2013. – 384 с. С. 112 - 122.